# ТЕС Кассано-д'Адда
ТЕС Кассано-д'Адда – теплова електростанція на півночі Італії у регіоні Ломбардія, метрополійне місто Мілан. У 2000-х роках модернізована з використанням технології комбінованого парогазового циклу.
У 1961 році на майданчику станції ввели в експлуатацію конденсаційний енергоблок з паровою турбіною потужністю 75 МВт, а в 1984-му тут запустили другий блок з показником 320 МВт. 
На початку 2000-х станція пройшла модернізацію із перетворенням на значно ефективнішу парогазову. Спершу у 2001-му запустили газову турбіну потужністю 155 МВт (відома як блок 4), котра через котел-утилізатор живила парову турбіну блоку №1. А в 2003-му та 2006-му змонтували дві газові турбіни потужністю по 250 МВт (відомі як блоки 5 та 6), які через два котли-утилізатори пов’язані із паровою турбіною блоку №2, котру переномінували до показника у 260 МВт. Як наслідок паливна ефективність станції зросла до 55%. Також після модернізації ТЕС повністю перейшла з мазуту на природний газ.
У 2014-му менш потужний парогазовий блок (1 + 4) вивели з експлуатації. Його обладнання викупили для демонтажу та подальшого переміщення до іншої країни.
Охолодження станції здійснюється водою, відбраною із каналу Muzza, котрий живиться від річки Адда.
Для видалення продуктів згоряння газової турбіни блоку 4 використовували димар висотою 100 метрів, тоді як для груп 5 і 6 спорудили димар висотою 200 метрів.
Зв’язок із енергомережею відбувається по ЛЕП, розрахованим на роботу під напругою 380 кВ та 220 кВ.